# Тере д'Адидже
Тѐре д'А̀дидже (на италиански: Terre d'Adige) е община в Северна Италия, автономна провинция Тренто, автономен регион Трентино-Южен Тирол. Административен център на общината е село Дзамбана (Zambana), което е разположено на 207 m надморска височина. Населението на общината е 3163 души (към 2018 г.).
Общината е създадена в 1 януари 2019 г. Тя се състои от две предшествуващи общини Дзамбана и Наве Сан Роко, които сега са най-важните центрове на общината.